# Cratere Kemble
Kemble  è un cratere sulla superficie di Venere. Deve il suo nome a Fanny Kemble, attrice teatrale inglese del XIX secolo.